# 아일슨 공군기지

2013년 아일슨 공군기지의 F-15K

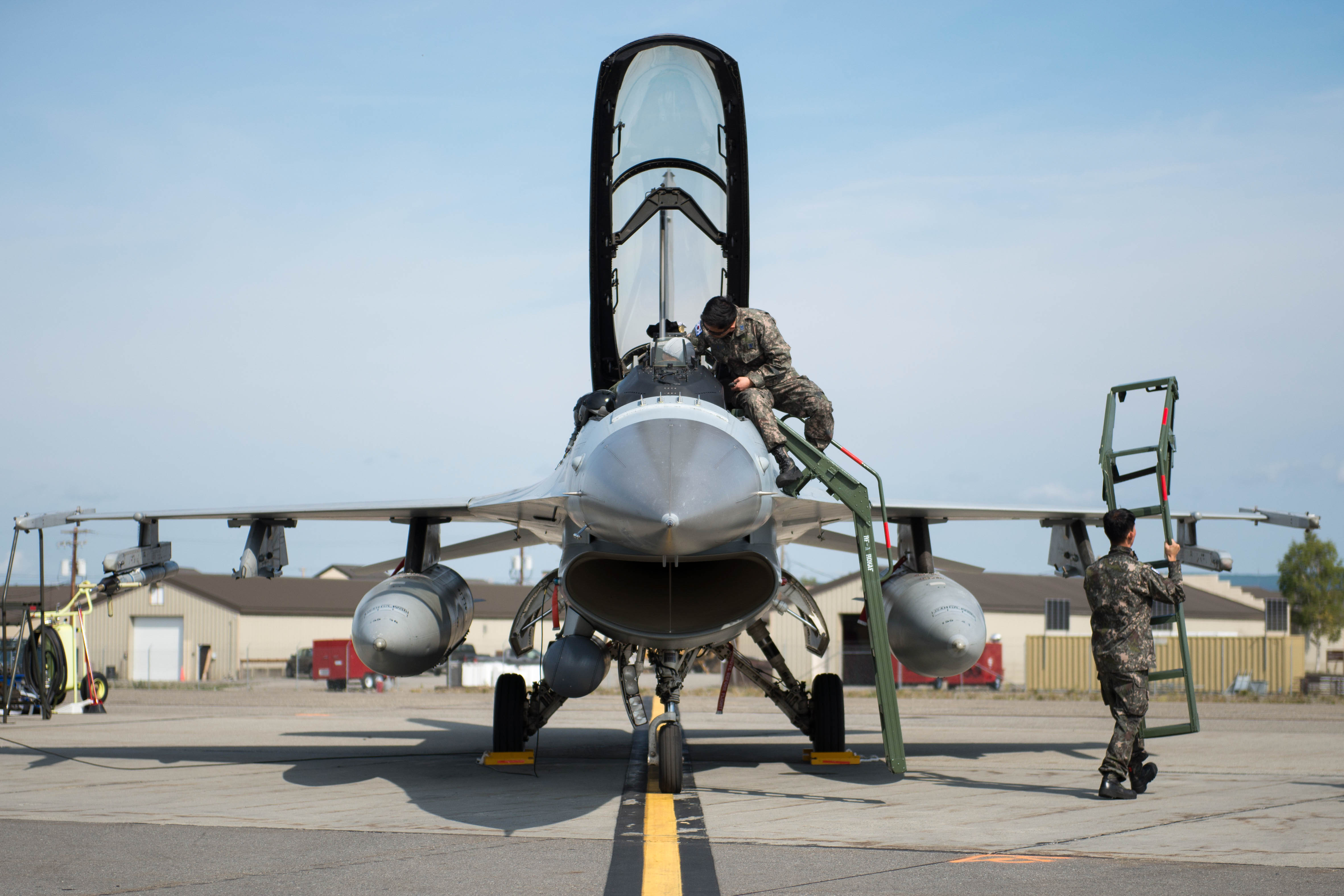
2015년 아일슨 공군기지의 한국 F-16D(PBU)

아일슨 공군기지는 미국 알래스카주에 위치한 미국 공군의 기지이다.

## 역사
1943년 6월 7일, 서부 방어 사령부는 포트 웨인라이트 근처에 공군기지 건설을 지시했다.
2013년 8월 2일 F-15K 6대가 알래스카 아일슨 공군기지에 도착했다. 2일 새벽 4시 30분에 대구공군기지를 이륙해 7회 공중급유를 받으며 7,220 km를 논스톱 비행해 오후 1시 30분 알래스카의 아일슨 공군기지에 도착했다. 한국 공군 전투기가 공중급유를 받으며 영공 밖을 나간 것은 이번이 최초이다. 11만5천km2에 달하는 아일슨 공군기지의 훈련 공역은 남한 면적의 1.2배이다.
2014년 9월 25일, 서산공군기지의 KF-16D 2인승 전투기 6대가 새벽 2시 40분 이륙했다. 8100 km를 10시간 비행하는 동안 미 공군 공중급유기 KC-135 3대가 11차례에 걸쳐 공중급유를 지원했다. 아일슨 공군기지에서 29일부터 다음 달 17일까지 19일 동안 레드 플래그 – 알래스카에 참가했다. 한국 공군 역사상 KF-16 전투기의 최초 해외 훈련이다.
2016년 10월, 대구공군기지에서 이륙한 F-15K 전투기가 미국 알래스카주에서 열리는 다국적 연합공중훈련인 레드 플래그 – 알래스카에 참가하기 위해, 10시간 동안 공중급유(6회)를 받으며 알래스카 아일슨 공군기지까지 8100km를 논스톱으로 비행했다.
2020년 4월 21일, F-35A 전투기 2대가 아일슨 공군기지의 제354 전투비행단에 배치되었다. 미군이 5세대 전투기 F-35A를 미국 태평양 공군에 배치하는 것은 이번 알래스카 아일슨 기지가 처음이다. 2021년 말까지 54기를 배치할 계획이다. 비행단장은 한국과 일본 등이 보유하는 F-35와 미군 F-35 간 연합 공중훈련을 적극적으로 실시할 것이라고 밝혔다. 도발을 확대하는 중국, 러시아에 맞서 대응태세를 강화하기 위해서 배치되었다는 분석이다.
2020년 6월 29일 미국 태평양공군사령부에 따르면 B-52H 3대가 지난 14일부터 21일까지 인도·태평양 지역에서 여러 차례의 연합 및 합동 훈련 임무를 마치고 알래스카 미 공군기지에 배치됐다. 이들 폭격기의 임무 반경은 멀리 동시베리아해에서 가깝게는 일본 인근 해상까지라고 미 공군은 설명했다. 북한이 26년만에 서울불바다 협박을 하면서, 휴전선에 선전방송용 확성기를 설치하자, 미국은 긴급히 B-52H를 한반도에 전개했고, 김정은이 확성기를 철거하자, B-52H를 본토에 완전히 귀환시키지 않고, 아일슨 공군기지에 주둔시켰다. B-52H는 사거리 2400 km, 150 kt 수소폭탄을 장착한 AGM-86 ALCM 순항미사일 20발을 장착할 수 있다. 신뢰성, 고가의 유지비용으로 공중발사 순항미사일들은 퇴역하는 흐름이지만, 2030년까지는 남겨두기로 했다.
아일슨 공군기지는 서울에서 6500 km 떨어져 있다. 서울에서 3200 km 떨어져 있는 괌의 앤더슨 공군기지 보다 2배 정도 멀리 떨어져 있다. 한국 공군은 일본 상공을 지나지 않기 때문에, 8100 km 떨어져 있다.
아일슨 공군기지에서 동남쪽 110 km 떨어진 곳에 포트 그릴리가 있다. 북중러의 ICBM을 요격하는 GBI 미사일이 배치되어 있다. GBI 미사일은 ICBM을 요격하기 위해 개발된 ICBM이다.

## F-35A
2022년 7월 5일,미국 공군이 스텔스전투기 F-35A를 약 5년만에 한반도에 공개적으로 전개했다. 국방부는 이날 미국 알래스카주 아일슨기지 소속의 F-35A 6대가 한반도에 전개했다고 밝혔다.
알래스카 아일슨 공군기지에서, 공중급유를 받으며 8시간을 논스톱 비행하면, 한반도에 전개된다. 예전에, 대구공군기지의 F-15K 전투기가 7038km를 8시간 동안 논스톱으로 비행하하여 아일슨 공군기지에 도착했는데, 미국의 공중급유기 6대가 투입되어 5, 6차례에 걸쳐 공중급유 지원을 했다.
한국, 일본, 괌에 한미일 전투기가 많은데, 굳이 왜 아일슨의 F-35A인가? 핵폭탄 2발을 장착한다. 한국 일본 괌에는 F-35A가 없거나, 있어도 핵폭탄이 없다. 아일슨 공군기지의 F-35A 6대에 핵폭탄 2발씩 장착해서, 8시간 비행 끝에 12발의 핵폭탄을 북한에 공격할 수 있다.
미국은 한국에 대한 핵우산을 제공중이며, 전략핵은 미니트맨 미사일을 발사하면 된다. 전술핵은 한반도 비핵화 선언으로 주한미군 랜스 미사일을 철수했다. 일본에도 비핵화 선언으로 주일미군 전술핵이 없다. 한국에서 가장 가까운 미국 영토인, 괌 앤더슨 공군기지에서 F-35A 전투기가 출격하면 4시간만에 한반도에 전개되지만, 괌에는 F-35A가 배치되었다는 보도가 없다. 결국, F-35A이 배치된 가장 한반도에서 가까운 미국 영토, 즉 B61 전술핵폭탄으로 핵무장한 F-35A가 이륙하는 가장 가까운 곳이 알래스카 아일슨 공군기지다.
북한이 핵위협을 할 때, 한국은 B-1B 랜서 장거리 초음속 전략 핵폭격기의 한반도 전개를 원하는데, B-1B는 B61 전술핵폭탄을 24발이나 탑재한다. 너무 많다. 북한이 그정도로 크게 핵위협을 하지는 않는데, 랜서는 너무 과도하게 큰 비행기이다. 가장 적절한 대응은 괌 앤더슨 공군기지에서 B61 전술핵폭탄으로 핵무장한 F-35A가 이륙해서, 한반도에 전개되어 무력시위를 하는 것인데, 괌에는 F-35A가 배치되었다는 보도가 없다.
핵추진 항공모함은 1회 출동에 100억 원, B-2 스텔스 폭격기는 1회 출격에 60억 원, B-1B나 B-52H 폭격기 출격에는 20~30억 원, F-22나 F-35 같은 스텔스 전투기는 1회 출격에 1~2억 원이 든다.
한미가 북한의 잦은 핵위협에 괜한 돈낭비를 하지 않는 방법은, 한반도 비핵화 선언을 모조리 파기하지는 않더라도, 군산공군기지에 B61 전술핵폭탄으로 핵무장한 F-35A를 배치하는 것도 하나의 비용절감 방법이다. 아일슨에서 8시간 논스톱 비행은, 조종사가 화장실도 못가고, 밥도 편안하게 먹지 못하는 중노동인데, 그런 것 보다는 군산공군기지에 배치하는 게 차라리 나은 방법이다. 예전에는 북한의 핵위협의 빈도수가 적거나 없었지만, 요즘에는 너무 잦은데, 그 때마다 미국 공군 조종사에게 8시간 논스톱 비행을 요구하는 것은, 쓸데없이 너무 과도한 요구일 수 있다.